# 蔣尊褘
蒋尊褘（1876年—?），字彬侯，浙江海宁人，光绪三十年（1904年）进士，出任过邮传部主事。民国成立后在北京政府工作，民国六年（1917年）任交通部参事，民国八年（1919年）1月署交通部电政司司长，6月兼电政督办。民国十一年（1922年）兼交通委员会实行委员。
民国十九年（1930年），蔣尊褘（字彬侯）、王荣光（字梓贤）为了响应政府建立公墓、废除私葬之训令，合作创建了万安公墓，这是北京市历史上最早的现代公墓之一。